# بلندانجام
بلندانجام (iamb یا iambus) یا وتد مجموع، یکی از پایه‌های عروضی است که در انواع مختلف شعر به‌کار می‌رود. در اصل، این اصطلاح به یکی از پایه‌های وزن شعر در یونانی باستان اشاره دارد که از یک هجای کوتاه و سپس یک هجای بلند تشکیل شده است (برای نمونه در واژهٔ καλή (kalḗ) به‌معنای «زیبا» \[مؤنث]).
بلندانجام بنابر این یک وزن خیزان است، برعکس بلندآغاز که یک‌وزن افتان است.
اصطلاح بلندانجام بعدها به توصیف شعر تکیه‌ای-هجایی در زبان انگلیسی نیز راه یافت، و در این حوزه به پایه‌ای گفته می‌شود که از یک هجای بی‌تکیه و سپس یک هجای تکیه‌دار تشکیل شده است (مانند واژهٔ abóve). ازاین‌رو، واژه‌ای مانند íbī در زبان لاتین، به دلیل آهنگ کوتاه–بلند، از نظر عروض‌دانان لاتینی یک بلندانجام محسوب می‌شود، اما چون تکیه بر هجای نخست آن است، در زبان‌شناسی امروزی، بلندآغاز شمرده می‌شود.

## ریشه‌شناسی
رابرت اس. پی. بیکس پیشنهاد کرده است که واژهٔ یونانی یونانی باستان: ἴαμβος، ت. «iambos» ریشه‌ای در زبان پیشایونانی دارد. یکی از فرضیه‌های کهن این است که این واژه از زبان فریجی یا پلاسجی‌ها وام گرفته شده و معنای تحت‌اللفظی آن «یک‌گام» (Einschritt) است، اما ه.اس. ورسنل این ریشه‌شناسی را رد کرده و به‌جای آن منشأیی از نوع فریاد آیینی پیشنهاد می‌کند. این واژه ممکن است با یامبه، ایزدبانوئی فرعی در اسطوره‌های یونانی که با شعر و به‌ویژه شوخی‌های بی‌پرده و هزل‌آمیز در پیوند است، نیز مرتبط باشد. در یونان باستان، یامبوس عمدتاً به شعرهای هجوآمیز، طعنه‌دار و طنزآمیز اطلاق می‌شد که الزماً با قالب وزنی خاصی همراه نبود. در واقع وزن بلندانجام از این نوع اشعار نام گرفته، نه برعکس.

## کاربرد در شعر تکیه‌ای–هجایی

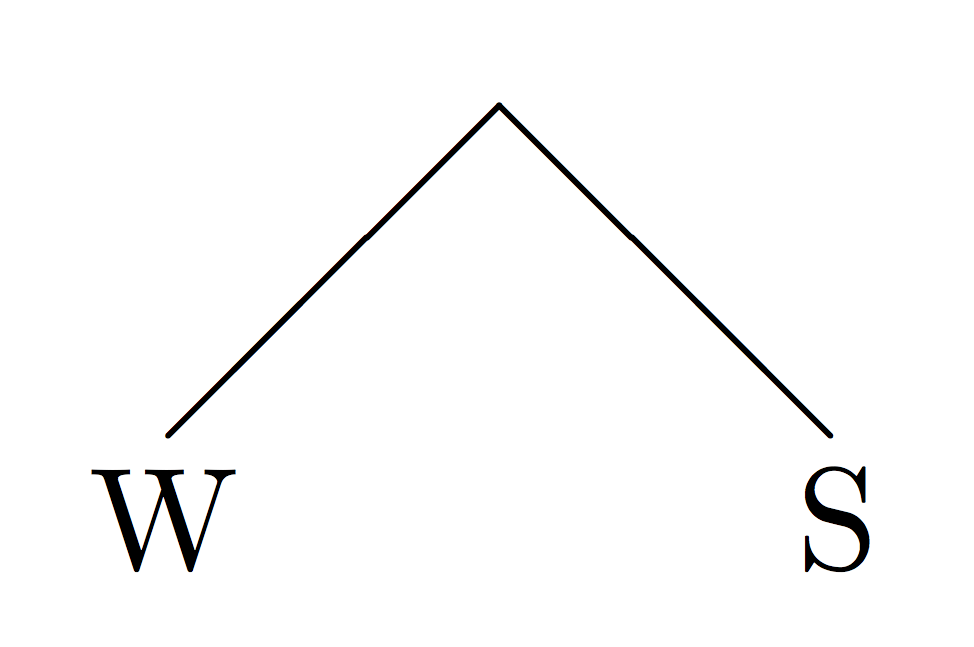
نمای درخت وزنی از یک بلندانجام: W = هجای ضعیف، S = هجای قوی

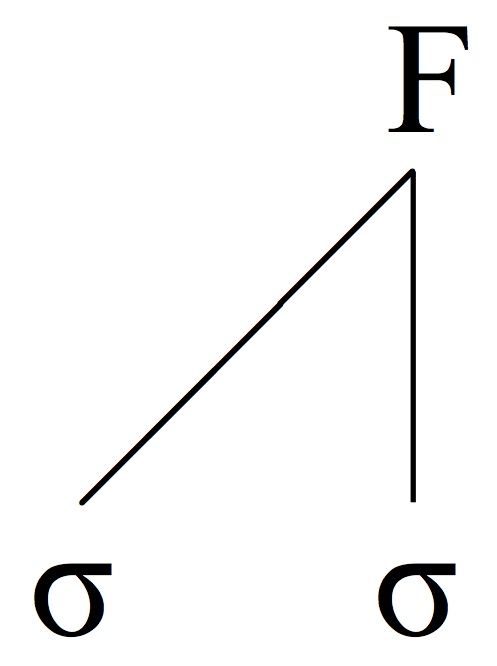
گونه‌ای دیگر از نمایش درخت وزنی برای بلندانجام. F = پایه، σ = هجا. هجای تکیه‌دار با خط عمودی مشخص شده است.

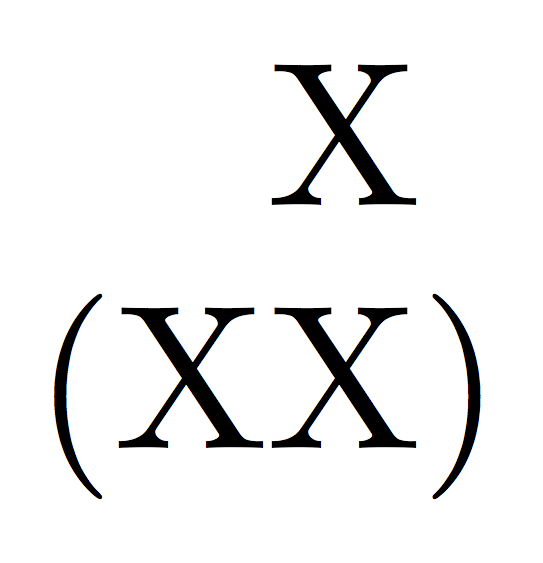
نمای شبکه‌ای از یک بلندانجام. xهای پایین نشان‌دهندهٔ هجاها، و x بالایی نمایانگر محل تکیه است.

در شعر تکیه‌ای–هجایی و در زبان‌شناسی امروزی، یک پایهٔ بلندانجام دارای الگوی ریتمیک زیر است:
| da | DUM |

در نگارش به شیوهٔ «تکیه و x»، این الگو چنین نمایش داده می‌شود:
| x | / |

واژهٔ انگلیسی attempt یک بلندانجام طبیعی است:
| x   | /     |
| at- | tempt |

در واج‌شناسی، پایهٔ بلندانجام به‌شکل تخت به‌صورت (σ σ) و در ساختار درختی به‌صورت شاخه‌ای با دو گرهٔ W و S (W = ضعیف، S = قوی) نمایش داده می‌شود.
پنج‌پایه‌ای بلندانجام یکی از رایج‌ترین قالب‌های وزنی در زبان انگلیسی و ادبیات آلمانی است؛ برای نمونه در سونت‌های شکسپیر از ویلیام شکسپیر می‌توان آن را یافت. یک مصرع در این وزن از پنج پایهٔ پیاپی بلندانجام تشکیل می‌شود.
سه‌پایه‌ای بلندانجام وزن رایج در مصرع‌های گفتاری تراژدی و کمدی در یونان باستان بود، که در اصل از شش پایه (سه متری از دوپایه‌ای) تشکیل می‌شد. اما در قالب شعر تکیه‌ای–هجایی در انگلیسی، سه‌پایه‌ای بلندانجام به مصرعی گفته می‌شود که از سه پایهٔ بلندانجام تشکیل شده باشد.